# Schwedischer Befreiungskrieg
Der schwedische Befreiungskrieg (1521–1523) (schwedisch Befrielsekriget) war ein Bürgerkrieg in Schweden, in dem der schwedische Adlige Gustav Vasa erfolgreich den dänisch-norwegischen König Christian II. absetzte. Die Kalmarer Union wurde aufgelöst. Die dänisch-norwegische Personalunion blieb noch bis 1814 bestehen.
Im Jahre 1522 verbündete sich die Hansestadt Lübeck, geführt von ihren Bürgermeistern Nikolaus Brömse und Hermann Plönnies, mit der schwedischen Seite. Am 6. Juni 1523 wurde Gustav Vasa in der Stadt Strängnäs zum neuen König von Schweden gewählt. Nach der Übernahme von Stockholm im Juni 1523 durch die Lübecker Flotte, geführt von Plönnies und Berend Bomhover, wurde Schweden tatsächlich befreit. Bis zum September war auch Schwedisch-Finnland befreit. Mit dem Vertrag von Malmö vom 1. September 1524 trat Schweden aus der Kalmarer Union aus.

## Schlachten
- Schlacht von Brunbäcks färja (April 1521)
- Schlacht von Västerås (29. April 1521)
- Eroberung von Kalmar (27. Mai 1523)
- Eroberung von Stockholm (16. – 17. Juni 1523)